# Америций
| 95      | Америций |
| Am(243) |          |
| 5f77s2  |          |

Амери́ций (химический символ — Am, от лат. Americium) — химический элемент 3-й группы (по устаревшей классификации — побочной подгруппы третьей группы, IIIB) седьмого периода периодической системы химических элементов Д. И. Менделеева, с атомным номером 95.
Относится к семейству актиноидов. Америций — четвёртый синтезированный трансурановый элемент. Все изотопы радиоактивны.
Простое вещество америций — тяжёлый металл серебристо-белого цвета.

## История
Элемент был получен искусственно в 1944 году в Металлургической лаборатории Чикагского университета Гленном Сиборгом с сотрудниками, причём открытие было засекречено. Интересно, что об открытии америция и кюрия Сиборг впервые публично объявил на детской радиопередаче Quiz Kids, когда один из слушателей спросил его, какие трансурановые элементы были открыты во время войны. Официальное сообщение об открытии на совещании Американского химического общества последовало только через пять дней после радиопередачи, 11 ноября 1945 года.
Впоследствии америций обнаруживался в районах испытаний ядерного оружия, проведённых между 1945 и 1980 годами, а также в местах ядерных аварий, таких как чернобыльская катастрофа. Например, анализ следов взрыва на полигоне, на котором происходило испытание термоядерного взрывного устройства Иви Майк (1 ноября 1952 г., атолл Эниветак) выявил высокие концентрации различных актинидов, включая америций. Но из-за военной тайны эти данные были опубликованы только в 1956 году. В тринитите, стеклообразном веществе, образовавшемся на месте испытания ядерной бомбы на базе в Тринити возле Аламогордо (штат Нью-Мексико) 16 июля 1945 года были обнаружены следы америция-241. Повышенные уровни америция были также обнаружены в 1968 году в Гренландии на месте крушения американского бомбардировщика Boeing B-52, который нёс четыре водородные бомбы.

## Происхождение названия
Внешняя электронная оболочка нового элемента (5f) оказалась аналогичной электронной оболочке европия (4f). Поэтому элемент назвали америцием в честь Америки, как европий — в честь Европы.

## Физические свойства
Полная электронная конфигурация атома америция: 1s22s22p63s23p64s23d104p65s24d105p66s24f145d106p65f77s2.
Америций — это радиоактивный ковкий и тягучий металл серебристо-белого цвета. Светится в темноте за счёт собственного α-излучения. Похож на металлы редкоземельного семейства. Имеет две аллотропные формы.
В низкотемпературной форме (плотность 13,67 г/см3) обладает двойной плотно упакованной гексагональной структурой, которая при 1074 °C преобразуется в гранецентрированную кубическую. Температура плавления — 1175 °C. Температура кипения — 2607 °С.

## Химические свойства
По химическим свойствам америций подобен лантаноидам. Сильный восстановитель.
- Окисляется кислородом, при его недостатке образуя оксид америция(II)[2], а при избытке — диоксид:

{\displaystyle {\mathsf {2Am+O_{2}\ {\xrightarrow {t}}\ 2AmO}}}
{\displaystyle {\mathsf {Am+O_{2}\ {\xrightarrow {t}}\ AmO_{2}}}}
- Реагирует с горячей водой[8]

{\displaystyle {\mathsf {2Am+6H_{2}O\ {\xrightarrow {}}\ 2Am(OH)_{3}\downarrow +3H_{2}\uparrow }}}
- Взаимодействует с разбавленными кислотами, образуя соли трёхвалентного америция[2]:

{\displaystyle {\mathsf {2Am+6HCl\ {\xrightarrow {}}\ 2AmCl_{3}+3H_{2}\uparrow }}}
{\displaystyle {\mathsf {8Am+30HNO_{3}\ \xrightarrow {} \ 8Am(NO_{3})_{3}+3N_{2}O\uparrow +15H_{2}O}}}
- Сильными окислителями переводится в оксокатионы[8]:

{\displaystyle {\mathsf {Am+2HNO_{3}+3O_{3}\ {\xrightarrow {}}\ AmO_{2}(NO_{3})_{2}+3O_{2}\uparrow +H_{2}O}}}
- Может также окисляться до гидроксида америция(IV) различными окислителями[8]:

{\displaystyle {\mathsf {Am+2H_{2}O+2NaClO\ {\xrightarrow {}}\ Am(OH)_{4}\downarrow +2NaCl}}}
{\displaystyle {\mathsf {Am+2H_{2}O_{2}\ {\xrightarrow {}}\ Am(OH)_{4}\downarrow }}}
- При нагревании с галогенами даёт три- и тетрагалогениды, в зависимости от условий проведения реакции[8]:

{\displaystyle {\mathsf {2Am+3F_{2}\ {\xrightarrow {<200^{o}C}}\ 2AmF_{3}}}}
{\displaystyle {\mathsf {Am+2F_{2}\ {\xrightarrow {>400^{o}C}}\ AmF_{4}}}}
- Энергично реагирует с водородом при температуре 50-60 °C, образуя гидриды нестехиометрического состава[2]:

{\displaystyle {\mathsf {2Am+nH_{2}\ {\xrightarrow {50-60^{o}C}}\ 2AmH_{n}}}} (n = 2,7 ± 0,3).

## Изотопы
Америций не имеет стабильных изотопов. Самым долгоживущим изотопом америция является 243Am; его период полураспада составляет 7350 ± 9 лет.

## Получение
241Am сейчас получают в промышленном количестве при распаде 241Pu: Pu-241 -> (13,2 года, бета-распад) -> Am-241, а 243Am при распаде 243Pu.
241Pu образуется во всех ядерных реакторах при захвате нейтрона ураном-238.
1. 238U + n → 239U
2. 239U β-распад → 239Np
3. 239Np β-распад → 239Pu
4. 239Pu + n → 240Pu
5. 240Pu + n → 241Pu
6. 241Pu β-распад (13,2 года) → 241Am (период полураспада 432,2 года)
7. 241Pu + n → 242Pu
8. 242Pu + n → 243Pu
9. 243Pu → 243Am (период полураспада 4,956(3) часа, бета-распад)

Так как 241Pu обычно присутствует в только что выработанном оружейном плутонии, с распадом 241Pu в веществе накапливается 241Am. В связи с этим он играет важную роль в старении плутониевого оружия. Свежеизготовленный оружейный плутоний содержит 0,5-1,0 % 241Pu, реакторный плутоний имеет от 5-15 % до 25 % 241Pu. Через несколько десятилетий почти весь 241Pu распадётся в 241Am. Энергетика альфа-распада 241Am и относительно короткое время жизни создают высокую удельную радиоактивность и тепловой выход (106 Вт/кг, для примера у 241Pu тепловой выход 3,4 Вт/кг). Большая часть альфа- и гамма-активности старого оружейного плутония обусловливается 241Am.

## Применение
Самый долгоживущий изотоп америция, 243Am, имеет период полураспада 7,37 тыс. лет и используется для радиохимических исследований и накопления более отдалённых трансуранов, вплоть до фермия.
Значительно многообразнее применение самого первого обнаруженного изотопа америция — 241Am. Он имеет период полураспада 433,2 года. Этот изотоп, распадаясь, испускает альфа-частицы и мягкие (60 кэВ) гамма-лучи (для примера: энергия жёстких гамма-квантов, испускаемых кобальтом-60, — более 1 МэВ: 1,173 и 1,332 МэВ). Защита от мягкого излучения Am-241 сравнительно проста и немассивна: вполне достаточно сантиметрового слоя свинца. В промышленности используются различные контрольно-измерительные и исследовательские приборы с америцием-241, в частности, для непрерывного измерения толщины стальной (от 0,5 до 3 мм) и алюминиевой (до 50 мм) ленты, а также листового стекла. Аппаратуру с америцием-241 используют и для снятия электростатических зарядов в промышленности с пластмасс, синтетических плёнок и бумаги. Он находится и внутри некоторых детекторов дыма (~0,26 микрограмма на детектор).
Ядерный изомер америций-242m обладает высоким сечением деления тепловыми нейтронами (6000 барн), большим количеством выделяемых нейтронов на одно деление (3,6) и относительно большим периодом полураспада (141 год), что делает его подходящим топливом для сверхкомпактных ядерных реакторов (критическая масса — 3,78 кг, меньше только у некоторых изотопов калифорния). Предполагается, например, использовать его для ядерных реакторов на межпланетных космических кораблях. Однако получение этого изотопа в граммовых количествах пока только обсуждается (предполагается получать его из 241Am, который содержится в ОЯТ в количестве порядка килограмма на тонну).

## Опасность
Америций — высокотоксичный элемент. Значение ПДК для америция в воздухе — около 1⋅10−4 Бк/л, в воде водоёмов — около 70-80 Бк/л.

## Преступления, связанные с америцием
В апреле 2021 года в грузинском городе Кутаиси были задержаны два человека, которые попытались незаконно продать америций-241 за 300 тысяч евро.